# The Hunger Games: Songs from District 12 and Beyond
The Hunger Games: Songs from District 12 and Beyond là album nhạc phim chính thức cho bộ phim The Hunger Games khởi chiếu vào tháng 3 năm 2012. Ca khúc "Safe & Sound" của Taylor Swift hợp tác với The Civil Wars được phát hành như một đĩa đơn mở rộng. Vào 14 tháng 2 năm 2012, "One Engine" cũng được chọn làm đĩa đơn mở rộng thứ hai của album. Sau đó, "Eyes Open", cũng của Taylor Swift, được phát hành như một đĩa đơn chính thức cho album vào 27 tháng 3 năm 2012. Cô cũng đã biểu diễn ca khúc này trong buổi biểu diễn thuộc Speak Now World Tour ở Auckland, New Zealand. Album đã giành được vị trí quán quân trên bảng xếp hạng Billboard 200 và các vị trí cao trên các bảng xếp hạng của Anh, New Zealand, Úc, và Ireland.

## Xếp hạng
Album đã đạt được vị trí quán quân trên bảng xếp hạng Billboard 200, bán được 175,000 bản ngay trong tuần đầu tiên phát hành, và 100,000 bản trong tuần kế tiếp. Thành tích này giúp cho abum trở thành album nhạc phim có tổng doanh số cho tuần đầu phát hành cao nhất trong lịch sử nhạc số. Album đã nhận được đĩa Vàng do RIAA trao tặng vào 27 tháng 4 năm 2012.

## Danh sách ca khúc
| STT              | Nhan đề                    | Ca sĩ                                         | Thời lượng |
| ---------------- | -------------------------- | --------------------------------------------- | ---------- |
| 1.               | "Abraham's Daughter"       | Arcade Fire                                   | 3:22       |
| 2.               | "Tomorrow Will Be Kinder"  | The Secret Sisters                            | 3:25       |
| 3.               | "Nothing to Remember"      | Neko Case                                     | 2:58       |
| 4.               | "Safe & Sound"             | Taylor Swift hợp tác với The Civil Wars       | 4:00       |
| 5.               | "The Ruler and the Killer" | Kid Cudi                                      | 4:33       |
| 6.               | "Dark Days"                | Punch Brothers                                | 3:53       |
| 7.               | "One Engine"               | The Decemberists                              | 3:01       |
| 8.               | "Daughter's Lament"        | Carolina Chocolate Drops                      | 2:46       |
| 9.               | "Kingdom Come"             | The Civil Wars                                | 3:42       |
| 10.              | "Take the Heartland"       | Glen Hansard                                  | 2:45       |
| 11.              | "Come Away to the Water"   | Maroon 5 hợp tác với Rozzi Crane              | 5:13       |
| 12.              | "Run Daddy Run"            | Miranda Lambert hợp tác với The Pistol Annies | 2:45       |
| 13.              | "Rules"                    | Jayme Dee                                     | 3:27       |
| 14.              | "Eyes Open"                | Taylor Swift                                  | 4:04       |
| 15.              | "Lover Is Childlike"       | The Low Anthem                                | 4:15       |
| 16.              | "Just a Game"              | Birdy                                         | 4:01       |
| Tổng thời lượng: | Tổng thời lượng:           | Tổng thời lượng:                              | 60:18      |

## Xếp hạng
| Bảng xếp hạng (2012)            | Vị trí cao nhất |
| ------------------------------- | --------------- |
| Australian Albums Chart         | 14              |
| Austrian Albums Chart           | 61              |
| Belgium Albums Chart (Flanders) | 62              |
| Belgium Albums Chart (Wallonia) | 91              |
| Canadian Albums Chart           | 5               |
| French Albums Chart             | 168             |
| Irish Compilation Charts        | 4               |
| Mexican Albums Chart            | 60              |
| Norwegian Albums Chart          | 32              |
| New Zealand Albums Chart        | 13              |
| UK Compilation Chart            | 16              |
| Mỹ Billboard 200                | 1               |